# San Antonio (Nueva Ecija)
Pour les articles homonymes, voir San Antonio (homonymie).
San Antonio est une localité de la province de Nueva Ecija, aux Philippines. En 2015, elle compte 77 836 habitants.